# جون هويفان

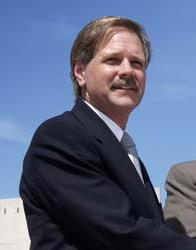
جون هويفان

جون هويفان هو سياسي أمريكي ينتمي الحزب الجمهوري ولد جون هويفان في 13 أذار / مارس من سنة 1957 في مدينة بسمارك في ولاية داكوتا الشمالية وهو حاكم ولاية داكوتا الشمالية منذ ديسمبر - كانون الأول منذ عام 2000 وهو ينتمي إلى المذهب الكاثوليكي هويفان تلقى تعليمه في كلية دارتموث وجامعة نورث وسترن كان رئيسا للبنك في ولاية داكوتا الشمالية ما بين الأعوام 1993 إلى عام 2000 وهو بنك مملوك للدولة.